# La Poeze und La Poeze d’Harambure

Wappen der Familie La Poeze

La Poeze ist ein französisches Uradelsgeschlecht aus dem Herzogtum Anjou, das unzählige Erwähnungen ab 950 in den verschiedenen „Cartulaires“ der Stifte Saint Aubin, Ronceray und Saint Serge vorweist. Bei La Poueze unweit von Angers sind die Reste der mittelalterlichen Burg La Poëze zu sehen. Als ritterliches Adelsgeschlecht ist die ununterbrochene Stammreihe seit 1280 nachgewiesen. Auf Grund der königlichen Ordonnanz vom 17. September 1817 führt der älteste Zweig der Familie La Poeze die Tradition der Familie Harambure weiter.

## Geschichte
Im Mittelalter hatte das Geschlecht seinen Sitz im Norden und Süden der Loire im Herzogtum Anjou. Seine regionale Macht ist besonders durch Bouchard de La Poëze und seinem Sohn Gaudin de La Poëze belegt. Dieser verkaufte 1085 seine Besitzungen von Brain an das Kloster Saint Serge für den in dieser Zeit sagenhaften Betrag von 1.000 Sols, was 1159 vom Papst bestätigt wurde. Bis 1218 war die Familie auch in Becon, heute Becon les Granits, ansässig und wurde dort oft als «Principus Beconus» in den Akten bezeichnet. Danach teilte sich die Familie in mehrere Zweige. Der Zweig La Bretesche, mit u. a. den Jousseau Markgrafen de La Bretesche, die heute erloschenen Zweige La Poëze du Marais, La Poëze de La Jonchère und La Poëze de Montjauger, sowie der heute noch existierende Zweig La Poëze de La Colaissière. Später beteiligte sich die Familie am Schicksal von Anjou, insbesondere dem Hundertjährigen Krieg, um sich schließlich 1521 im Schloss La Colaissière südlich von Nantes unter Francois de La Poëze, Oberst der bretonischen Streitmacht des Herzog von Penthièvre, niederzulassen.
Drei Generationen lang wurden Prozesse um Besitzungen und Rechte zwischen Mitgliedern der Familie geführt. Sie beteiligte sich an den Religionskriegen, blieb jedoch im Herzogtum Anjou ansässig und musste regelmäßig für jede Generation ihren Adelstand nachweisen.

## Französische Revolution
Während der Französischen Revolution wurden viele Mitglieder der Familie inhaftiert und ermordet. Die Güter wurden beschlagnahmt. Einige konnten fliehen und traten in die Armée der Emigrés ein, welche zum Teil von Österreich finanziert wurde. Nach der Revolution erhielten sie ihre Besitzungen in einem katastrophalen Zustand wieder zurück. Alle heutigen Nachkommen stammen aus der Ehe von René Grafen de La Poëze und Ambroisine des Portes de Saint Père ab.

## La Poeze d’Harambure

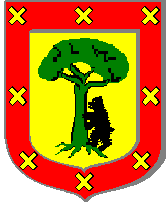
Wappen der Familie Harambure

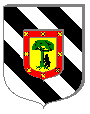
Wappen La Poeze d’Harambure

Der älteste Zweig der Familie de La Poeze beteiligte sich an der Verteidigung des päpstlichen Territoriums in Italien gegen Garibaldi und den König von Savoyen, starb aber aus. Nachdem die letzten Nachkommen des ältesten Zweigs der Familie La Poëze als päpstliche Zuaven ehe- und kinderlos starben, übernahm die „jüngere Linie“ (siehe unten) den Platz des ältesten Zweigs.
Die heute noch bestehende „jüngere Linie“ der Familie de La Poeze stammt aus der Ehe zwischen René Grafen de La Poëze und Virginie d’Harambure, welche die Bedingung erfüllen musste, den Namen und Markgrafentitel Harambure weiter zu führen. Dies war das Ergebnis der königlichen Ordonnanz vom 17. September 1817. Seitdem trägt der auf Ehe zwischen René Grafen de La Poëze und Virginie d’Harambure zurückgehende Zweig der Familie La Poëze den Namen Harambure, dessen Chef der Linie der Markgraf Harambure ist.

### Nachkommen in Frankreich und Familienverein
Heute ist die Familie La Poeze d’Harambure in ganz Europa verstreut, der Großteil der Familie ist noch in Frankreich ansässig. Heute werden die politischen oder militärischen Funktionen durch wirtschaftliche Aktivitäten ersetzt.
Durch den Familienverein La Poëze treffen sich regelmäßig alle noch existierenden Linien. Es ist auch dieser Familienverein, der die historischen Dokumente in den Archiven der Departements de Touraine und vom Val d´Oise pflegt. Die Geschichte der Familie Harambure war Anlass für das Buch „Au plaisir de se battre / Die Freude zu kämpfen“, die Geschichte der uradeligen Familie La Poeze für das Buch „Au plaisir de durer / Die Freude zu Überdauern“. Ein Teil der Familie ist „Grande von Spanien“.

### Nachkommen in Österreich
Der auf die Ehe zwischen René Grafen de La Poëze und Virginie d’Harambure zurückgehende Zweig der Familie La Poëze ist seit 1978 auch in Österreich vertreten: Graf Romée de La Poëze d’Harambure (* 1949) heiratete am 25. Juli 1978 die Fürstin Anita von Hohenberg (* 1958) und revitalisierte das Schloss Artstetten in Niederösterreich. Dort gründete er ein Museum über das Leben und Wirken des österreichischen Thronfolgers Franz Ferdinand von Österreich-Este sowie der Herzogin von Hohenberg. Danach widmete er sich dem Immobilienfonds der Familie. Aus dieser Ehe gingen vier Kinder hervor, welche den österreichischen Zweig der Familie de La Poeze d’Harambure bilden.

## La Poeze und Lourdes
Die jüngere Linie erhielt durch eine innerfamiliäre Hochzeit La Poëze / La Poëze alle Besitzungen im Westen Frankreichs, La Colaissière in Anjou, La Rabatelière und Saint Hermine in der Vendée sowie Thevalles in Mayenne, und führte den Zweig der Grafen de La Poëze weiter. Staoueli de La Poëze, geborene La Rochelambert, wurde Hofdame bei Kaiserin Eugenie, und war durch ihren Einfluss am Hof am Ursprung der Grotte Massabielle in Lourdes, die von Napoleon III. unterstützt wurde, beteiligt. Für Lourdes engagierte sich die Familie seit mehreren Generationen. So etwa war Goslen Graf de La Poëze jahrzehntelang Président des Brancardiers de Lourdes.

## Wappen, Spruch und Titel
Wie üblich für sehr alte Familien in Frankreich sind die Wappen besonders einfach gestaltet.
Drei schwarze Bände auf einem Silberschild mit Grafenkrone. Der älteste Zweig trägt dazu die Wappen Harambure und die Markgrafenkrone.
Wahlsprüche sind „Auxilium ab Alto“ (Hilfe zum Höchsten) und „Faventa Numeris“ (Es hängt nur von uns alleine ab)
Familienwappen La Poeze.
Grafenkrone.
Wappenträger: zwei Herminepferde.
Spruch: Auxilium ab Alto
Der Markgrafentitel wird vom jeweils Ältesten des ältesten Familienzweigs La Poeze d´Harambure fortgeführt. Die Grafentitel sind wie üblich in Frankreich nur mit dem Vornamen zu tragen. Sie unterliegen den Regeln der so genannten Höflichkeitstitel, eine französische Eigenart, die auch offiziell am Hof bei den „Honneurs de la Cour“ von der Regierung verwendet wurden und in der heutigen Adelsgesellschaft ANF als solche anerkannt und weiter benützt werden.

## Besitzungen
- Schloss La Colessière in Anjou an der Loire
- Schloss La Rabatelière in der Vendée
- Schloss Targé neben Chatelleraux in der Touraine.
- Schloss La Verrerie in der Vendée.
- Schloss Thevalles in der Mayenne
- Schloss Boran bei Senlis,  Besitz von Raoul de La Poeze Markgrafen Harambure.
- Schloss Neuville bei Cergy Pontoise, Besitz des Grafen Bertrand de La Poeze d’Harambure